# Tomice (powiat ząbkowicki)
Tomice (niem. Tomnitz) – wieś w Polsce położona w województwie dolnośląskim, w powiecie ząbkowickim, w gminie Ciepłowody.

## Podział administracyjny
W latach 1975–1998 miejscowość należała administracyjnie do województwa wałbrzyskiego.

## Demografia
Według Narodowego Spisu Powszechnego liczyły 53 mieszkańców. Jedna z 4 najmniejszych miejscowości gminy Ciepłowody (wszystkie poniżej 60 mieszkańców).

## Zabytki
Do wojewódzkiego rejestru zabytków wpisany jest:
- zespół pałacowy, z XVIII w., 1909 r.:
  - pałac
  - park